# Biantheridion undulifolium
Biantheridion undulifolium là một loài rêu trong họ Anastrophyllaceae. Loài này được Nees Konstant. & Vilnet mô tả khoa học đầu tiên năm 2009.